# 小行星8698
小行星8698（8698 Bertilpettersson）是一颗绕太阳运转的小行星，为主小行星带小行星。该小行星于1993年3月19日发现。

## 轨道参数
小行星8698的轨道半长轴为2.8452193 UA，离心率为0.060。